# Ewolucja molekularna
Ewolucja molekularna – proces ewolucji dokonujący się na szczeblu DNA, RNA i białek.
Rozwój biologii molekularnej pozwolił na badanie filogenetycznych powiązań pomiędzy organizmami na podstawie porównywania sekwencji ich DNA lub RNA.

## Mechanizmy
Teorii wyjaśniających ewolucję molekularną jest kilka. Główne a zarazem przeciwstawne względem siebie to mutacjonizm i neutralizm. Mutacjonizm został zapoczątkowany przez genetyka Thomasa Morgana, który zajął krytyczne stanowisko wobec mechanizmu doboru naturalnego zaproponowanego przez Charlesa Darwina. Morgan odrzucił elementy lamarkizmu wprowadzone do dzieła "O powstawaniu gatunków" w wydaniu z 1872 roku, a za najważniejszy czynnik ewolucji uznał występowanie korzystnych mutacji. W mutacjonizmie dobór naturalny jest jedynie sitem pozwalającym odsiać korzystne mutacje od pozostałych. Słabym punktem teorii Morgana jest niewielki udział mutacji korzystnych w ich ogólnej liczbie. Alternatywny mechanizm ewolucji zaproponował Motoo Kimura. Naukowiec sugeruje, że główną przyczyną zmian ewolucyjnych na poziomie molekularnym są raczej losowe fiksacje selekcyjnie obojętnych lub niemal obojętnych mutacji, niż pozytywny dobór naturalny. Ta teoria neutralna ewolucji molekularnej, jak nazwał ją Kimura, była niekiedy przeciwstawiana teorii doboru naturalnego Darwina, jednak sam Kimura twierdził, że nie stoją one w sprzeczności, lecz że teoria neutralistyczna kładzie większy nacisk na rolę mutacji i losowego dryfu genetycznego na poziomie molekularnym.
Dotychczas zebrane dane nie pozwalają na rozstrzygniecie sporu pomiędzy selekcjonizmem a neutralizmem.

## Podstawowe zasady
Ewolucja układu jest możliwa po spełnieniu kilku podstawowych zasad. Pierwszą z nich jest zdolność replikacji, która na poziomie organizmu nazywana jest reprodukcją. Biologicznym polimerem zapewniającym ciągłość istnienia cząsteczek są kwasy nukleinowe. Dzięki ich zdolności do replikacji cząsteczki istnieją pomimo naturalnego procesu degradacji realizowanego przez reakcje takie jak hydroliza. Sama replikacja nie umożliwia ewolucji. Drugą podstawową zasadą jest zmienność. Do zmian dochodzi w wyniku mutacji. Zwiększenie zmienności i odpowiadające mu przyspieszenie ewolucji jest możliwe dzięki duplikacjom oraz mutacjom punktowym. Trzecią zasadą jest współzawodnictwo. Warianty cząsteczek w efekcie przypadkowych zmian są lepiej przystosowane do przetrwania i replikacji. Cząsteczki te w istniejących warunkach w wyniku replikacji występują w coraz większym stężeniu. Zachodzenie ewolucji na poziomie molekularnym zostało potwierdzone doświadczalnie przez Sola Spiegelmana w roku 1967. Naukowiec wykorzystując RNA z bakteriofaga Qβ w obecności replikazy Qβ wykazał, że w stałych warunkach przy nieograniczonym dostępie nukleotydów skład cząsteczek powstających w wyniku replikacji pozostawał stały. Zastosowanie presji selekcyjnej w postaci skrócenia czasu replikacji prowadziło do zdominowania składu mieszaniny przez cząstki o długości 550 zasad. Zmiana dominującego składnika nastąpiła po 75 pokoleniach, a nowe cząsteczki replikowały się 15 razy szybciej niż macierzyste RNA bakteriofaga.

## Ewolucja w okresie prebiotycznym
Życie na Ziemi pojawiło się około 1 mld lat po jej powstaniu. Istnieje wiele hipotez opisujących świat prebiotyczny, jednakże żadna z nich nie wyjaśnia przekonująco powstania życia oraz każda wiąże się z problemami. Są jednak również dane doświadczalne pokazujące możliwy przebieg powstawania i ewolucję cząsteczek w okresie przed powstaniem komórki. Doświadczenie przeprowadzone przez Stanleya Millera i Harolda Ureya w latach pięćdziesiątych XX wieku wykazało, przy założeniu że w pierwotnej atmosferze ziemskiej występowały znaczne ilości metanu, amoniaku, wody i wodoru, z gazów tych przy intensywnym działaniu promieni świetlnych i licznych wyładowaniach atmosferycznych mogą powstać liczne związki organiczne, w tym aminokwasy. Zawartość alaniny i glicyny była tym większa im więcej metanu zawierała mieszanina reakcyjna, w której badacze wywoływali wyładowania elektryczne, będące odpowiednikiem wyładowań atmosferycznych. Wiadomo również, że z cyjanowodoru pod wpływem temperatury i światła może tworzyć się adenina. W zbliżonych warunkach dochodzi także do powstania z substancji nieorganicznych związków takich jak formaldehyd i cukry. Z tych składników mogą powstawać znane współcześnie z organizmów biopolimery, w tym kwasy nukleinowe. Wydaje się prawdopodobne, że pierwszą cząsteczką zdolną do replikacji był RNA. Wszystkie składniki niezbędne do jego powstania mogły znajdować się w praoceanie. Za hipotezą świata RNA poprzedzającego powstanie komórek przemawiają, poza hipotetycznym składem praoceanów, także odkryte w latach osiemdziesiątych XX wieku właściwości katalityczne RNA. Cząsteczki takie nazwane rybozymami spełniają w organizmach żywych funkcje analogiczne do enzymów białkowych. Problematyczne w hipotezie są właściwości rybozy, cukru wchodzącego w skład RNA. Mógł on co prawda powstawać bez udziału organizmów, jednak jest związkiem mało stabilnym i w syntezie powstają dwie formy. Rozważa się też hipotezę, według której pierwszym związkiem zdolnym do replikacji był PNA lub TNA.
Niezależnie od tego, czy pierwszym typem cząsteczki było RNA, czy związek zbliżony do niego, powszechność wykorzystania białek przez współczesne organizmy wskazuje na wczesne pojawienie się polimerów powstających z aminokwasów. Aminokwasy są we współczesnym metabolizmie wykorzystywane do syntezy puryn – adeniny i guaniny oraz pirymidyn – uracylu i cytozyny. Jest to wskazówka, że już na etapie świata RNA replikujące się cząsteczki wymagały alternatywnych mechanizmów syntezy prowadzących do znanych ze współczesnych organizmów szlaków metabolicznych. Polipeptydy nie mają jednak możliwości replikacji i ich pojawienie się w procesach ewolucyjnych jest prawdopodobnie związane z oddziaływaniem z cząsteczkami RNA i sprzyjaniem ich replikacji. Kluczowym momentem dla ewolucji polipeptydów byłoby potencjalnie powstanie kodu genetycznego i możliwość syntezy białek na rybosomach. Rybosom jest zbudowany głównie z RNA, czyli jest formą rybozymu, może być więc traktowany jako relikt świata RNA. Do syntezy białek potrzebne są jedynie różne rodzaje RNA – mRNA, rRNA i tRNA.
Współcześnie powszechnym nośnikiem informacji genetycznej jest DNA. Wyjątkiem jest materiał genetyczny niektórych wirusów. Droga syntezy elementów DNA wskazuje na jego wtórny charakter wobec RNA. Nukleotydy wchodzące w skład DNA powstają z rybonukleotydów w wyniku przekształcenia rybozy w deoksyrybozę. Badania reduktaz rybonukleotydowych wskazują na ich duże podobieństwo i wspólny mechanizm działania. Zarówno zamiana rybozy na deoksyrybozę, jak i zastąpienie uracylu tyminą zwiększają stabilność nośnika informacji genetycznej, służą więc ochronie integralności informacji genetycznej. Do przeniesienia genów z RNA na genom DNA doszło, gdy tworzenie kodu genetycznego było już zakończone. Proces jest możliwy dzięki istnieniu odwrotnej transkryptazy i topoizomerazy I. Przeniesienie informacji na termicznie stabilne nici DNA umożliwiło konsolidację genów w chromosomach.

## Powstawanie nowych genów
Dane uzyskane w wyniku sekwencjonowania genomów kolejnych organizmów nie pozostawią wątpliwości, że kluczowy dla powstania nowych genów jest proces duplikacji. Jednym z pierwszych dowodów na powstawanie nowych genów przez duplikację istniejących były dane świadczące o wspólnym pochodzeniu łańcuchów α, β i γ mioglobiny oraz hemoglobiny, które u ludzi powstały z jednego genu w odległej przeszłości. Wynikiem duplikacji są też prawdopodobnie geny odpowiedzialne za widzenie kolorów zielonego i czerwonego zlokalizowane u ludzi na chromosomie X. Kodują one białka różniące się tylko 15 aminokwasami. Do właściwego spełniania swojej funkcji białka te wymagają różnic jedynie w trzech aminokwasach. Pozostałe różnice mają charakter neutralny lub niemal neutralny. Badania wskazują, że pięć różnic w budowie białek niezbędnych do widzenia koloru czerwonego i zielonego wyjaśnia wszystkie w tym zakresie adaptacje u kręgowców.
Istnieją dwa główne mechanizmy prowadzące do duplikacji genów: powielenie całego genomu oraz tandemowa duplikacja genów. Częściej dochodzi do pierwszego procesu. Po duplikacji genomu dochodzi do szybkiego wyciszenia wielu genów lub eliminacji genów z nowej wersji genomu. Drugi proces prowadzący do zwiększenia ilości genów jest powolny, jednak w skali czasu geologicznego może prowadzić do powstawania tysięcy nowych genów. W efekcie obu procesów powstają zarówno funkcjonalne geny, jak i pseudogeny. U człowieka poza około 23 tys. funkcjonalnych genów genom zawiera około 20 tys. pseudogenów. Wyniki badań wskazują, że DNA niekodujące w dużej części pełni funkcje regulacyjne, nie jest to więc całkiem niefunkcjonalna część genomu.
Innym mechanizmem prowadzącym do powstania nowych genów może być retrotranspozycja, polegająca na wstawieniu do genomu nowego genu w wyniku odwrotnej transkrypcji mRNA. Znane są również osierocone geny, czyli takie, które nie mają homologów, a ich ewolucja jest trudna do wytłumaczenia. Wydaje się, że mogą one powstawać z niekodującego DNA.

## Filogeneza
Szerokie rozpowszechnienie sekwencjonowania materiału genetycznego umożliwiło konstruowanie drzew filogenetycznych. Badania molekularne pozwalają na rekonstrukcję ewolucji na jej pierwszych etapach, szczególnie w okresie powstania trzech domen: bakterii, archeanów i eukariontów. Ze względu na rozległy poziomy transfer genów rekonstruowane drzewo życia nie musi odzwierciedlać rzeczywistej ewolucji organizmów. Rekonstrukcja pierwszych etapów ewolucji organizmów jest w dużym stopniu oparta na badaniach elementów biorących udział w syntezie białek. Związane jest to z przekonaniem, że elementy te mają swój początek w świecie RNA. Ustalanie powiązań ewolucyjnych pomiędzy organizmami poprzez badania molekularne napotyka jednak na szereg trudności.